# Get Down Saturday Night
Get Down Saturday Night je píseň amerického zpěváka Olivera Cheathama, která vyšla v roce 1983 ve vydavatelství MCA Records jakožto singl z jeho alba Saturday Night. V britské singlové hitparádě dosáhla píseň na 38. místo.
Skladba byla několikrát samplována několika garage/house hudebníky.

## Seznam písní

### US 12" Extended
1. "Get Down Saturday Night " – 7:32
2. "Get Down Saturday Night " – 7:32

### UK 12"
1. "Get Down Saturday Night" – 7:32
2. "Something About You" – 4:42

### Další verze
- 1983 Get Down Saturday Night (Original 7" Version)
- 1983 Get Down Saturday Night (Original 12" Version)
- 1986 Get Down Saturday Night
- 1988 Get Down Saturday Night (You Can Do It)
- 1989 Get Down Saturday Night (Get Down In The 90's)
- 1990 Get Down Saturday Night
- 1995 Get Down Saturday Night
- 1997 Get Down Saturday Night
- 1998 Get Down Saturday Night '98
- 1999 Get Down Saturday Night '99
- 2001 Get Down Saturday Night
- 2002 Get Down Samedi Soir (DJ Abdel feat. Rohff & Oliver Cheatham)
- 2003 Get Down Saturday Night (Stand For Love)
- 2007 Get Down Saturday Night (Special Extended Version)

### Samplované verze
- 1993 Barrio Debajo – Gotta Let Yourself Go
- 2000 DJ Flex – Good Feelin'
- 2003 Make Luv (Room 5 featuring Oliver Cheatham)
- 2005 Make Luv (Room 5 featuring Oliver Cheatham)
- 2005 The Weekend (Michael Gray)

## Hitparáda
| Hitparáda        | Nejlepší pozice |
| ---------------- | --------------- |
| US Billboard R&B | #37             |